# Olivier Meyer
Cet article concerne le photographe. Pour le producteur de spectacles et directeur de théâtre, voir Olivier Meyer (producteur).
Pour les articles homonymes, voir Meyer.
Olivier Meyer est un photographe contemporain français né le 22 août 1957.

## Biographie
Ses premiers reportages photographiques sont publiés dans France-Soir Magazine puis dans le quotidien France-Soir en 1981.
Sur les conseils de la Galerie Agathe Gaillard plusieurs de ses photographies de Paris en noir et blanc sont éditées à partir de 1989 en cartes postales aux Éditions Marion Valentine.
En 1992 le photographe Édouard Boubat qu’il rencontre souvent dans l’île Saint-Louis et au laboratoire Publimod de la rue du Roi-de-Sicile lui dit après avoir vu ses photographies : « finalement, nous faisons tous la même chose… »
À l’occasion d'une parution dans le magazine Le Monde 2 en 2007, il est remarqué par le galeriste Charles Zalber qui expose ses tirages à la galerie Photo4 dirigée par Victor Mendès.
Il réside et travaille actuellement à Paris.

## Œuvre
Son œuvre s’inscrit dans la continuité de la photographie humaniste et de la photographie de rue avec les moyens techniques souvent utilisés par les précurseurs du genre : film Kodak Tri-X (en), tirage argentique noir et blanc sur papier baryté, Leica M3 ou M4 équipés habituellement d’un objectif de 50 ou 90 mm. Le filet noir encadrant l’image prouve que le cadrage choisi à la prise de vue n'a pas été modifié au tirage.
Pour lui l'utilisation d'un matériel photographique argentique traditionnel permet de conserver un esprit humaniste dans le choix et l'approche des sujets, généralement des personnages modestes de la vie quotidienne dans leur environnement urbain.
Il a été influencé par Henri Cartier-Bresson, Édouard Boubat, Saul Leiter.
Son portrait d'Aguigui Mouna tirant la langue à la manière d'Albert Einstein, publié sous forme de carte postale en 1989, puis en illustration d’un livre d'Anne Gallois a servi de base pour la réalisation d’un pochoir sur toile en 2006  par l’artiste Jef Aérosol reproduit dans le livre VIP.
Ses photographies ont été exposées à la Galerie Photo4 en avril 2008, puis avec des œuvres de Ralph Gibson à la même galerie en janvier 2010.
En septembre 2012, la Galerie Dupif lui a consacré une exposition particulière à l’occasion de la parution du livre Paris, Nothing new.

## Collections
- Musée juif de Belgique, Bruxelles
- Musée de la photographie à Charleroi

## Publications
- Olivier Meyer, Paris, Nothing new, Paris, Éditions Letzalem, 2012 (ISBN 978-2-9541137-1-5)

- Olivier Meyer, Kotel : Beyond the Wall, Paris, Éditions Letzalem, 2012, 56 p. (ISBN 978-2-9541137-0-8)

- Olivier Meyer, London, Nothing new, Paris, Éditions Letzalem, 2015 (ISBN 978-2-9541137-2-2)